# Dolors Sabater
Maria Dolors Sabater Puig (Badalona, Barcelona, 6 de octubre de 1960) es una política y docente especializada en educación especial y cultural española. Fue candidata a las elecciones municipales de Badalona de 2015 por Guanyem Badalona en Comú y asumió la alcaldía de Badalona desde junio de 2015 hasta junio de 2018. En 2021 fue candidata a la presidencia de la Generalidad de Cataluña por la CUP, consiguiendo más del doble de escaños para su partido sobre los comicios anteriores.

## Biografía
Empezó a trabajar a los 16 años. De 1976 a 1981 en la escuela privada de Badalona Pedagògium Nolva. De 1981 hasta 1987 trabajó en un centro de educación especial Nou Vent y hasta 1988 en el Jardín de Infancia de Bufalà contratada por el Instituto Municipal de Badalona. 
De 1989 hasta 2015 ha trabajado como funcionaria docente (maestra de escuela pública) de 1989 a 1996 en educación primaria, de 1996 a 2005 en educación secundaria, de 2005 a 2010 en comisión de servicio como asesora LIC y de 2010 a 2015 como profesora de enseñanza secundaria. Antes de asumir la alcaldía de Badalona era profesora y jefa de departamento de Ciencias Sociales en el Instituto Júlia Minguell de Llefià. 
Con un hermano, Frederic, con una discapacidad de nacimiento, desde muy joven empezó a colaborar con ASPANIN (Asociación pro-personas con discapacidad intelectual).
Además de luchar por los derechos de las personas con discapacidad, formó parte del movimiento pacifista y antimilitarista de objetores de conciencia. Actualmente es miembro entre otras de las plataformas Badalona som tots i totes (Badalona somos todos y todas) y Deixem de ser invisibles (Dejemos de ser invisibles). 
Fue vicepresidenta de Òmnium Cultural Barcelonès Nord donde se encargó de los proyectos de cohesión, lengua y educación. Abandonó el cargo en 2015 para presentarse a las elecciones.

## Carrera política
Fue elegida para encabezar la lista de primarias de la formación Guanyem Badalona en Comú el 20 de marzo de 2015 y se presentó a las elecciones municipales de mayo de 2015. La nueva formación se definió como una candidatura transversal, alternativa, rupturista y soberanista. 
Apoya la independencia de Cataluña y como candidata de GB firmó el manifiesto de compromiso de la Asamblea Nacional Catalana (ANC) sobre la independencia de Cataluña.
El 24 de mayo de 2015 el PP de Xavier García Albiol obtuvo 10 concejales, uno menos que en 2011 a pesar de haber conseguido más votos. Guanyem Badalona en Comú consiguió 5, situándose segunda fuerza política del consistorio, el PSC 4, ERC 3, ICV-EUiA 2 y CiU 1. Después de días de negociaciones fue elegida alcaldesa el 13 de junio en sustitución de Xavier García Albiol gracias a un pacto entre las fuerzas de izquierda (PSC, ERC y ICV-EUiA) además del voto del candidato de CDC Ferran Falcó.  Sabater es la segunda mujer alcaldesa de Badalona después de Maite Arqué, del PSC, que fue alcaldesa entre 1999 y 2008.
El 20 de junio de 2018 Maria Dolors Sabater Puig pierde la alcaldía después de una moción de censura liderada por el PSC y apoyada por el PP y Ciudadanos.
Fue elegida candidata de la CUP a la Presidencia de la Generalidad de Cataluña de cara a las Elecciones al Parlamento de Cataluña de 2021.

## Vida personal
Está casada y es madre de dos hijos.